# Фіо Дзанотті
Фіо Дзанотті (італ. Fio Zanotti; повне ім'я: Фіоренцо Дзанотті; нар. 20 листопада 1949, Болонья, Італія) — італійський музикант, композитор, аранжувальник, продюсер й диригент.

## Біографія
Після навчання в консерваторії «Дж. Б. Мартіні» («G.B. Martini») в Болоньї, Фіо Дзанотті почав свою музичну кар'єру в болонському музичному гурті «Judas», потім з музикантом Джиммі Віллотті він створив гурт «Jimmy M.E.C».
Помічений Лореданою Берте, Дзанотті взяв участь в її турі 1980 року, а потім співпрацював з великою кількістю італійських співаків й гуртів, серед яких були: Дзуккеро, Анна Окса, М'єтта, Мільва, Орнелла Ваноні, Фіорелла Манноя, Ерос Рамаццотті, Васко Россі, «Pooh», Марчелла Белла, Fiordaliso, Івана Спанья, Франческо Баччіні, «Ricchi e Poveri», Аль Бано і Роміна Павер, Ден Гарров, Адріано Челентано, Ренато Дзеро, Франческо Де Ґреґорі, Клаудіо Бальйоні (для якого він створив аранжування для гімну Зимових Олімпійських ігор 2006 року в Турині) й Джанлука Гріньяні.
У 1989 році Дзанотті став учасником гурту «Sorapis», до якого також увійшов Дзуккеро. У 2004 році Дзанотті був диригентом оркестру під час виступу Дзуккеро у Королівському Альберт-Холі в Лондоні на концерті «ZU & Co».
Співпрацював з телерадіокомпанією RAI, беручи участь у створені цілої низки телепроєктів, наприклад: телешоу «Francamente me ne infischio», «125 milioni di caz..te» й «La situazione di mia sorella non e buona», ведучим та автором яких був Адріано Челентано; диригував оркестром й грав на музичних інструментах, створюючи саундтрек до фільму «Небо завжди блакитне» режисера Джорджо Панаріелло й реаліті-шоу «Music Farm», ведучої Сімони Вентури. У 1979 році Дзанотті написав пісню «Disco Bambina», яку виконала ведуча Хізер Парізі, а також створював музичне оформлення для телешоу «Fantastico». У 1989 році він створив саундтрек до телесеріалу «Валентіна» на каналі Rai 1.
Починаючи з 1990 року Дзанотті брав участь майже у всіх випусках Фестивалю Санремо як композитор, аранжувальник, продюсер й диригент, будучи кілька разів нагороджений (включаючи фестиваль 1999 року (де він диригував піснею «Senza Pietà» Анни Окси) й фестиваль 2010 року, під час сесії «Нові пропозиції» (де диригував піснею-переможницею «Il linguaggio della resa» Тоні Майєлло). У 2012 році Дзанотті брав участь у концерті Челентано «Rock Economy», диригуючи оркестром.